# Вільям Дейві
Вільям Дейві (англ. William Richardson Davie; *1756—↑1820). 

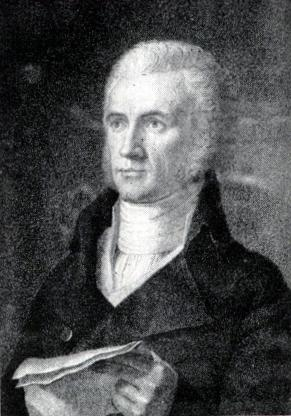

Народився в Англії, 1763 року переїхав до Південної Кароліни. Відвідував коледжі у Північній Кароліні і Нью-Джерсі, закінчив їх з відзнакою. Вивчав право у Північній Кароліні, де адвокатував до 1787 року. У 1780-і роки служив у війську, де зробив кар'єру. Обстоював Великий компроміс, непрямі вибори сенаторів і президента, право представництва рабів як майна. Не підписав Конституцію, але сприяв її ратифікації. Після Конвенту був, зокрема, губернатором Північної Кароліни, депутатом конгресу штату, учасником мирної делегації на переговорах із Францією.